# 潘兴广场 (洛杉矶)

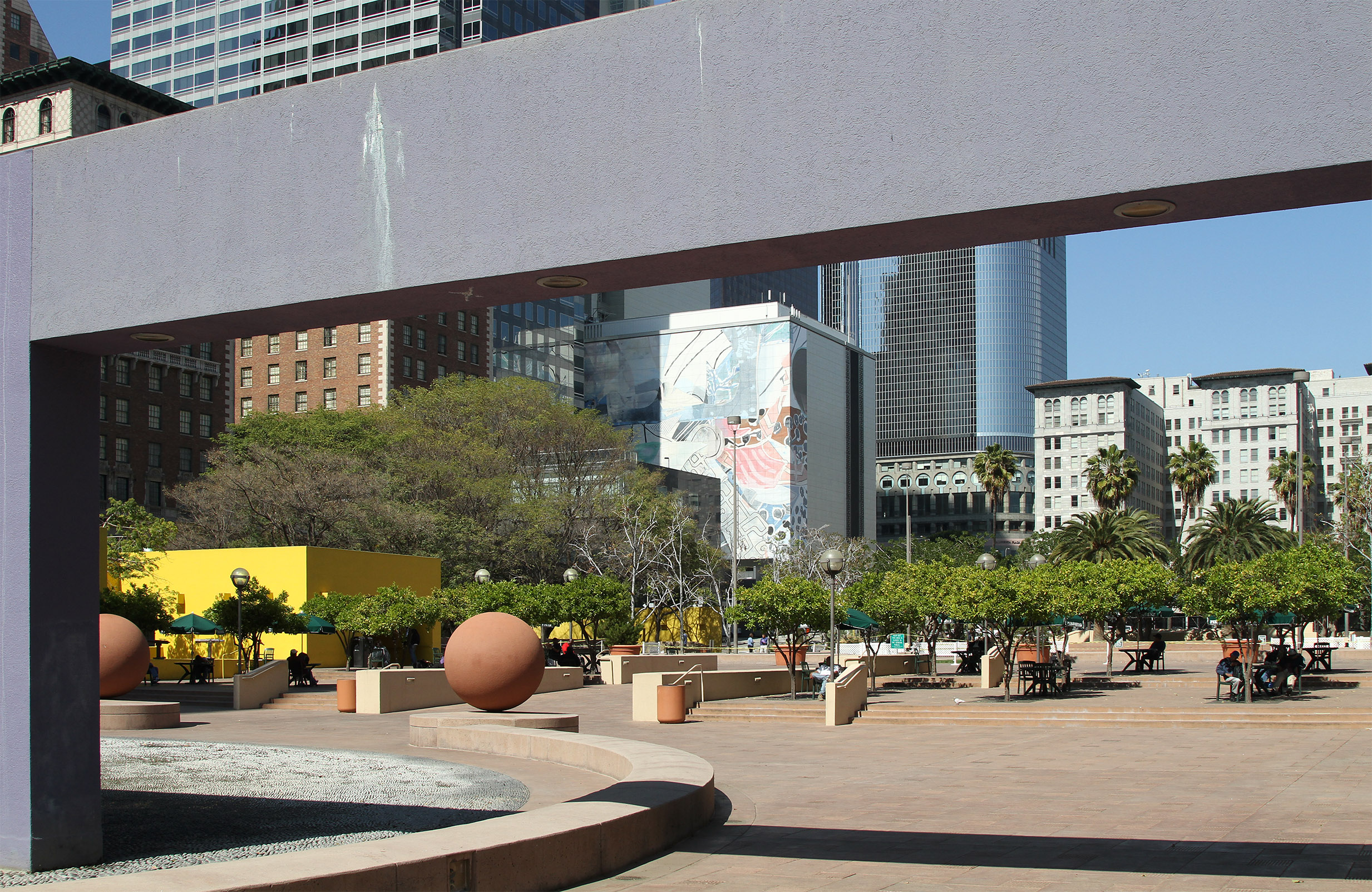
潘兴广场

潘兴广场是位于美國洛杉磯下城的一个小型公园，该公園建於1866年，起初名為阿巴哈广场 (La Plaza Abaja) ，1918年以约翰·潘兴的名字命名為潘兴广场。2013年開始發售的电子游戏俠盜獵車手V中的军团广场（Legion Square）就是以潘兴广场為原型。 